# Nesomyinae
Nesomyinae — підродина гризунів родини Незомієві (Nesomyidae). Ці тварини є єдиними гризунами Мадагаскару, бувають різних форм і розмірів, займають різноманітні екологічні ніші.

## Опис
Довжина тіла коливається в межах 9-35 сантиметрів, вага 25-1500 гр.

## Звички
Є деревні, наземні й напів-риючі види. Більшість представників таксона ведуть нічний спосіб життя. Всі — виключно травоїдні, які харчуються фруктами, насінням, ягодами і стеблами. Про відтворення і соціальну поведінку більшості видів мало що відомо. Тим не менш, вони відіграють важливу екологічну роль, будучи здобиччю для змій, хижих птахів і родини фаланукові.

## Загрози
Багато видів знаходяться під загрозою, особливо з введенням пацюка і миші на Мадагаскар. Руйнування середовища проживання є загрозою для деяких видів.